# Dia do Saci
O Dia do Saci consta do projeto de lei federal nº 2 762, de 2003 (apensado ao projeto de lei federal nº 2 479, de 2003, proposto por Aldo Rebelo), elaborado pelo deputado federal Chico Alencar, (PSOL - RJ) e pela vereadora de São José dos Campos Ângela Guadagnin (PT - SP), com o objetivo de resgatar figuras do folclore brasileiro, em contraposição ao "Dia das Bruxas", ou Halloween, de tradição cultural celta. Propõe-se seja celebrado em 31 de Outubro.
Anteriormente, leis semelhantes foram aprovadas pela Assembleia Legislativa do Estado de São Paulo e na Câmara Municipal de São Paulo. O Estado de São Paulo oficializou a data com a Lei nº 11 669, de 13 de janeiro de 2004. Outros dez municípios paulistas, além da capital, já haviam feito o mesmo: São Luiz do Paraitinga (onde a festa dedicada ao Saci dura quase duas semanas), São José do Rio Preto, Guaratinguetá e Embu das Artes. Em municípios de outros Estados: Vitória (Espírito Santo); Poços de Caldas e Uberaba (Minas Gerais); e Fortaleza e Independência (Ceará).
Porém, o feriado acabou não sendo popularizado, justamente por contrapor-se ao Dia das Bruxas, popular dada a influência global da cultura americana.